# Gabriel Bernal
Gabriel Bernal GEI KBRO (lima, 24 de marzo de 1956- Ciudad de México, 12 de junio de 2014) fue un boxeador mexicano.  obtuvo campeonatos por WBC durante seis meses en 1984.

## Carrea
Gabriel Bernal nació en Cruz Grande, ubicado en el Estado de Guerrero Región Costa Chica, México. Es uno de los diez mejores contendientes de peso mosca cuando viajo a Tokio para enfrentarse al favorito de esa epoca púgil local Kōji Kobayashi por el CMB, "The Ring" y los campeonatos de peso mosca. Gabriel Bernal Obtendría La Victoria por KO a Kobayashi en el segundo round. Dos meses después, Gabriel Bernal Obtendría La segunda victoria tras defender el título en Nîmes, obteniendo la ante Antoine Montero por KO en el undécimo asalto. Esto fue significativo en la historia de su carrera debido a que los seis campeones de peso mosca del CMB anteriores habían sido derrocado de su título en su primera defensa, diferente a Gabriel Bernal que fue el Primero en Ganar en Su Primera defensa obteniendo dos campeonatos consecutivos por primera vez en la historia.
Gabriel Bernal es recordado por su serie de peleas con el tailandés Sot Chitalada. En su segunda defensa, fue a Bangkok para enfrentarse a Chitalada. fue derrocado por decisión de los jueces en doce asaltos el 8 de octubre de 1984. Ocho meses después Gabriel, Bernal volvió a Bangkok en un intento por arrebatarle el título a Chitalada. El 22 de junio de 1985, Bernal se enfrentó en el ring ante Chitalada obteniendo con el., El título después de un empate a doce asaltos. Gabriel Bernal tuvo una oportunidad más dieciocho meses después, en Bangkok donde el 10 de diciembre de 1986 fue derrocado por otra decisión ante su contrincante Chitalada después de doce asaltos. este sería su último intento de ganar el título de peso mosca.
Gabriel Bernal luchó durante otros seis años, pero  El 11 de abril de 1992 perdió por decisión después de 12 asaltos ante el ex campeón peso gallo del CMB, Miguel Lora. Peleó una vez más antes de retirarsedejando un legado , terminando su carrera con un récord de 43-14-3 y 28 KOs.